# کراسس (آرکانزاس)
کراسس (به انگلیسی: Crosses) یک منطقهٔ مسکونی در ایالات متحده آمریکا است که در شهرستان مدیسون، آرکانزاس واقع شده‌است. کراسس ۴۱۴ متر بالاتر از سطح دریا واقع شده‌است.